# 앤트원 피셔
《앤트원 피셔》(Antwone Fisher)는 미국에서 제작된 덴젤 워싱턴 감독의 2002년 드라마 영화이다. 감독 데뷔 장편 영화이기도 하다. 데릭 루크 등이 주연으로 출연하였고 토드 블랙 등이 제작에 참여하였다.

## 출연

### 주연
- 데릭 루크
- 조이 브라이언트
- 덴젤 워싱턴
- 샐리 리차드슨

### 조연
- 얼 빌링스
- 케빈 코넬리
- 비올라 데이비스
- 라이놀도 구딩
- 노벨라 넬슨
- 요론다 로스
- 켄트 스콧
- 스티븐 스네든

## 기타
- 공동제작: 앤트윈 피셔
- 공동제작: 크리스 스미스
- 미술: 넬슨 코티즈
- 의상: 샤렌 데이비스
- 배역: 로비 리드-흄즈